# Philesiaceae
Philesiaceae är en familj av enhjärtbladiga växter. Philesiaceae ingår i ordningen liljeordningen, klassen enhjärtbladiga blomväxter, fylumet kärlväxter och riket växter. Växtfamilj omfattar två monotypiska släkten från Sydamerika. De står relativt nära smilaxväxterna (Smilacaceae).
Familjen består av relativt vedartade buskar eller klättrande buskar med skaftade blad och stora hängande blommor. Frukten är ett bär.
Enligt Catalogue of Life omfattar familjen Philesiaceae 2 arter.
Kladogram enligt Catalogue of Life:
| Philesiaceae | \| \| Lapageria \| \| \| \| \| \| Philesia \| \| \| \| |
|              | \| \| Lapageria \| \| \| \| \| \| Philesia \| \| \| \| |
|              | Alstroemeriaceae                                       |
|              |                                                        |
|              | Campynemataceae                                        |
|              |                                                        |
|              | tidlöseväxter                                          |
|              |                                                        |
|              | Corsiaceae                                             |
|              |                                                        |
|              | liljeväxter                                            |
|              |                                                        |
|              | nysrotsväxter                                          |
|              |                                                        |
|              | Petermanniaceae                                        |
|              |                                                        |
|              | Rhipogonaceae                                          |
|              |                                                        |
|              | Smilacaceae                                            |
|              |                                                        |
|              | Lapageria                                              |
|              |                                                        |
|              | Philesia                                               |
|              |                                                        |

|  | Lapageria |
|  |           |
|  | Philesia  |
|  |           |

## Bildgalleri

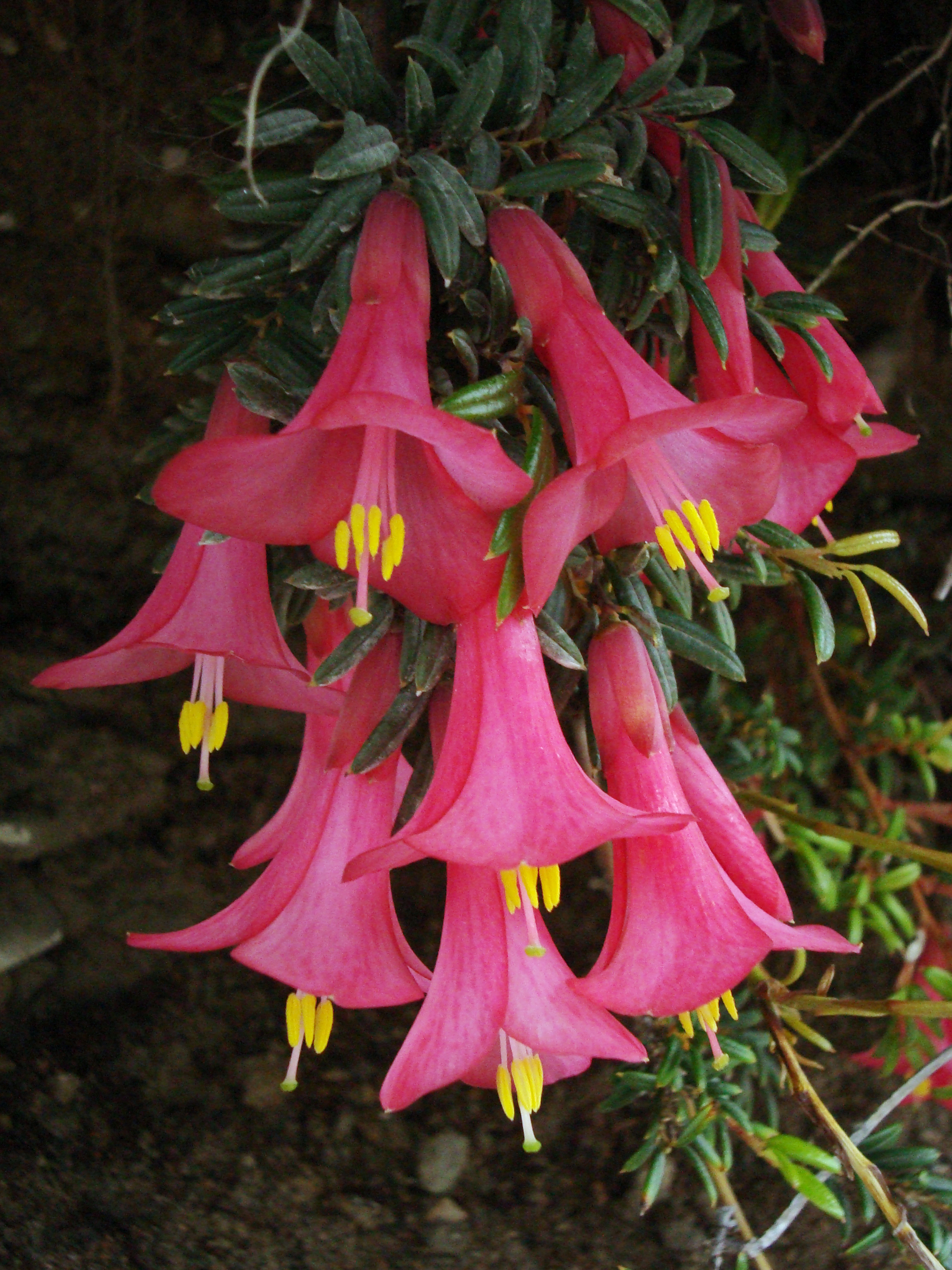
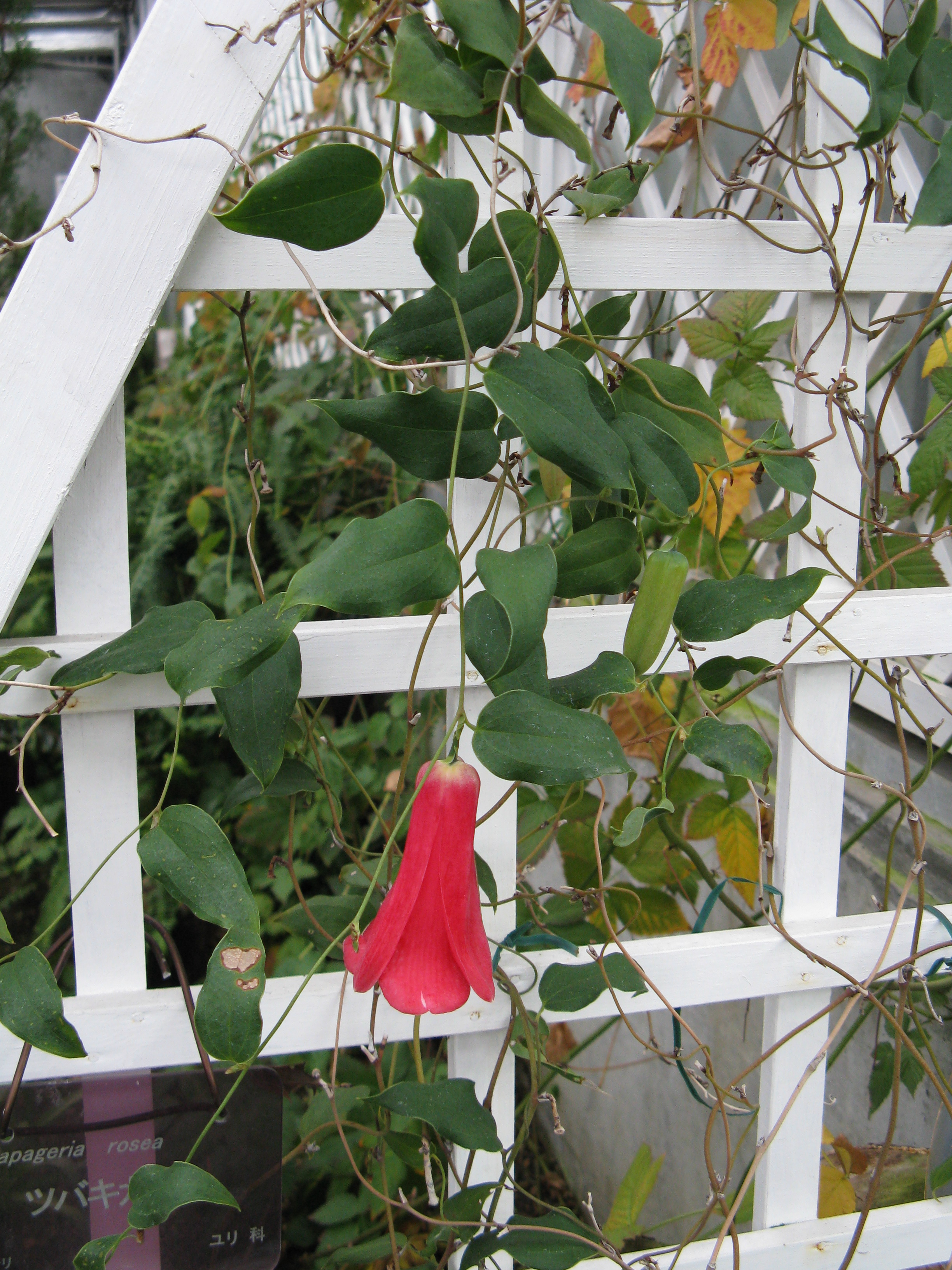
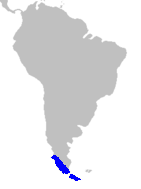
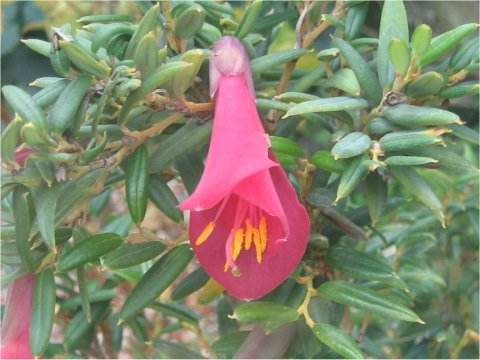